# Kanjūji (Fujiwara)
O Ramo Kanjuji (勧修寺家, Kanjūji-ryū) era um ramo dos Hokke (Fujiwara) fundado por Fujiwara no Yoshikado .
Os Kanjuji a partir de Tamefusa e com o advento do  Insei, começaram a fazer parte do In no kinshin , as famílias que serviam os Imperadores em Clausura (Imperadores Aposentados) .

## Lista dos Líderes do Ramo
1. Fujiwara no Yoshikado - (813 – 867)
2. Fujiwara no Takafuji - (838 – 900)
3. Fujiwara no Sadakata - (873 – 932)
4. Fujiwara no Asayori - ( – 965)
5. Fujiwara no Tamesuke - (920 – 986)
6. Fujiwara Nobutaka -  ( 957 – 1001)
7. Fujiwara Takamitsu -  (973 -  )
8. Fujiwara Takashikata -  ( 1014 – 1079）
9. Fujiwara Tamefusa -  ( 1049 – 1115）